# Nou Ancians (Disney)
Els nou Ancians (Nine Old Men en anglès) de Disney van ser els animadors principals de Walt Disney Productions, alguns dels quals més tard es van convertir en directors, que van crear alguns dels dibuixos animats més famosos de Disney, des de La Blancaneus i els set nans fins Els rescatadors, i van ser referits a com a tal pel mateix Walt Disney. Van treballar tant en curtmetratges com en llargmetratges. Disney va delegar cada vegada més tasques al departament d'animació a principis dels anys cinquanta, quan els seus interessos es van ampliar i va diversificar el seu abast. Eric Larson va ser l'últim a retirar-se de Disney, després del seu paper com a consultor d'animació a Bàsil, el ratolí detectiu el 1986. Ara tots els membres del grup han mort i són reconeguts com a Disney Legends.

## Història
Segons l’investigador Neal Gabler i l’animador Frank Thomas, es va formar un consell per estudiar tots els possibles problemes que afectaven l'empresa en relació amb el seu treball entre 1945 i 1947. Un dia, a principis dels anys cinquanta, hi havia nou membres a la junta directiva i Walt Disney va anomenar el grup "Nine Old Men" (Nou Ancians). Disney els va delegar cada vegada més tasques en el camp de l'animació a mesura que es diversificava la feina de l'empresa. A més de ser homenatjats com a Disney Legends el 1989, tots els Nou Ancians van ser guardonats per separat amb el Premi Windsor McCay (el premi a la realització dels animadors) durant els anys setanta i vuitanta.

## Membres
- Les Clark (17 de novembre de 1907 - 12 de setembre de 1979), que es va unir a Disney el 1927. Tot i que Clark va començar la seva carrera a Disney treballant en els curts de les Alice Comedies, la seva especialitat era animar Mickey Mouse ja que era l'únic dels Nou Vells que va treballar en aquest personatge des dels seus orígens amb Ub Iwerks. Van fer moltes escenes al llarg dels anys, animant fins a La Dama i el rodamón. Va passar a dirigir i va fer moltes featurettes i curts d'animació, tot i que des del 1964 gairebé totes les filmacions en què va treballar Clark són curtmetratges.
- Marc Davis (30 de març de 1913 - 12 de gener de 2000) va començar el 1935 a La Blancaneu i els set nans i, posteriorment, va desenvolupar /animar els personatges de Bambi i Tambor (a Bambi), Campaneta (a Peter Pan), Malèfica, Aurora i el corb (a La Bella Dorment), i Cruella de Vil (a 101 dàlmates). Davis va ser responsable del disseny de personatges tant de les atraccions dels Pirates del Carib com de la Mansió encantada a Disneyland.

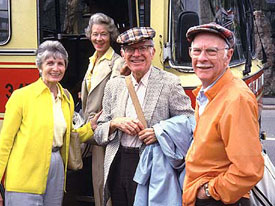
Frank Thomas (centre) i Ollie Johnston (dreta) amb les seves dones el 1985

- Ollie Johnston (31 d'octubre de 1912 - 14 d'abril de 2008), que es va unir a Disney el 1935, va treballar per primera vegada a Blancaneus. Va continuar amb l'autor de la bíblia dels animadors The Illusion of Life amb Frank Thomas. La seva obra inclou el Mr. Smee (a Peter Pan), les germanastres (a La Ventafocs), l’advocat del districte (a The Adentures of Ichabod and Mr. Toad) i el príncep John (a Robin Hood). Segons el llibre The Disney Villain, escrit per Johnston i Frank Thomas, Johnston també es va associar amb Thomas en la creació de personatges com Ichabod Crane (a The Adventures of Ichabod and Mr. Toad) i Sir Hiss (a Robin Hood).
- Milt Kahl (22 de març de 1909 - 19 d'abril de 1987) va començar el 1934 treballant a Blancaneus. El seu treball incloïa herois com Pinotxo (a Pinotxo), Tigger (a The Many Adventures of Winnie the Pooh), Peter Pan (a Peter Pan) i Slue-Foot Sue (a Melody Time) i malvats com Madam Mim (a The Sword in the Stone), Shere Khan (al El llibre de la selva), Edgar el majordom (a Els Aristogats), el sheriff de Nottingham (a Robin Hood) i Madame Medusa (a Els rescatadors).
- Ward Kimball (4 de març de 1914 - 8 de juliol de 2002) es va unir a Disney el 1934 i es va retirar el 1973.[5] La seva obra inclou Jiminy Cricket (a Pinotxo), Lucifer, Jaq i Gus (a La Ventafocs), i el Barreter boig i el gat de Cheshire (a Alícia al país de les meravelles). Especialitzat en el dibuix de personatges còmics, el seu treball sovint era més "salvatge" que els altres animadors de Disney i era únic. El 1968 va crear i llançar un curt d'animació no de Disney contra la guerra del Vietnam, Escalation.
- Eric Larson (3 de setembre de 1905 - 25 d’octubre de 1988) es va unir el 1933. Un dels millors animadors de Disney, va animar personatges notables com Peg a La dama i el rodamón; els voltors al llibre de la selva; El vol de Peter Pan sobre Londres a Mai-Més (a Peter Pan); i Brer Rabbit, Brer Fox i Brer Bear (a Song of the South). A causa de l'habilitat de Larson per formar nous talents, va rebre la tasca de detectar i formar nous animadors a Disney als anys setanta. Molts dels millors talents de Disney en els darrers anys van ser formats per Eric als anys setanta i vuitanta.
- John Lounsbery (9 de març de 1911 - 13 de febrer de 1976) va començar el 1935 i, treballant sota Norm "Fergy" Ferguson, es va convertir ràpidament en un animador estrella. Lounsbery, conegut afectuosament com "Louns" pels seus companys d'animació, va ser un dibuixant increïble que va inspirar molts animadors al llarg dels anys. Lounsbery va animar a J. Worthington Foulfellow i Gepetto a Pinotxo; Ben Ali Gator a Fantasia; George Darling a Peter Pan; Tony, Joe i alguns dels gossos de La dama i el rodamón; els reis Stefan i Hubert a La Bella Dorment; els elefants a El llibre de la selva; i molts altres. Als anys 70, Louns va ser ascendit a director i va codirigir Winnie the Pooh and Tigger Too i la seva última pel·lícula, Els rescatadors .
- Wolfgang Reitherman (26 de juny de 1909 - 22 de maig de 1985) es va unir a Disney el 1933 com a animador i director. Va produir totes les pel·lícules d'animació de Disney després de la mort de Walt fins a la seva jubilació; als anys 50, Reitherman va ser promogut a director. També va dirigir una seqüència a La Bella Dorment que mostrava la fugida del príncep Felip del castell de Malèfica i la seva batalla contra ella com un terrible drac que respira foc. Alguns dels seus treballs inclouen Monstro (a Pinotxo), el cavaller sense cap (a The Adventures of Ichabod and Mr. Toad), El cocodril (a Peter Pan) i La rata (a La dama i el rodamón).
- Frank Thomas (5 de setembre de 1912 - 8 de setembre de 2004) es va unir a Disney el 1934. Va ser l'autor de la bíblia dels animadors The Illusion of Life amb Ollie Johnston. La seva obra incloïa la malvada madrastra (a la Ventafocs), la reina de cors (a Alícia al país de les meravelles) i el capità Hook (a Peter Pan). Frank també va ser el responsable de la icònica escena dels espaguetis a La dama i el rodamon.

El 2012, el fill de Frank Thomas, Theodore Thomas, va produir un documental amb els nens dels animadors que recordaven els seus pares, Growing up with Nine Old Men (inclòs a l'edició Diamond del DVD de Peter Pan).

## Llegat
Com a part del seu treball per a Disney, els Nine Old Men van perfeccionar els 12 principis bàsics de l’animació:
1. Encongir i estirar
2. Anticipació
3. Posada en escena
4. Acció directa i pas a pas
5. Acció continuada i acció superposada
6. Entrar lentes i sortides lentes
7. Arcs
8. Acció secundària
9. Timing
10. Exageració
11. Dibuixos sòlids
12. Personalitat o aparença

El 1981, després de retirar-se, Johnston i Thomas van publicar el llibre Disney Animation: The Illusion of Life, que exposa els 12 principis bàsics de l’animació i ajuda a preservar les tècniques d’animació que la companyia Disney va crear.
Un altre component important del llegat dels Nou Ancians són els nombrosos animadors de la indústria de l’animació contemporània que, directament o indirecta, poden rastrejar la seva formació a algú que era el seu aprenent a Disney Animation o el seu alumne de CalArts. Per exemple, Wayne Unten, l'animador supervisor d'Elsa a Frozen, ha assenyalat que va aprendre amb John Ripa, que al seu torn va aprendre amb Glen Keane, que al seu torn va aprendre amb Johnston.

## Llargmetratges
| Títol                                  | Les Clark              | Marc Davis | Ollie Johnston | Milt Kahl | Ward Kimball | Eric Larson                                                                                  | John Lounsbery | Wolfgang Reitherman                                              | Frank Thomas |
| -------------------------------------- | ---------------------- | --- | --- | --- | --- | -------------------------------------------------------------------------------------------- | --- | ---------------------------------------------------------------- | --- |
| La Blancaneu i els set nans            | Animador               | Animador i dissenyador per Snow White | Assistent animador | Animador del príncep, els animals del bosc | Animador | Animador d'animals del bosc, nans sobre cérvols                                              | Assistent animador | Animador del mirall màgic                                        | Animador dels nans |
| Pinotxo                                | Animador               | Animador | Animador per Pinotxo | Director d'animació/Animador per Pinotxo i algunes escenes de Jiminy Cricket                                                                                    | Director d'animació/dissenyador i animador per Jiminy Cricket | Director d'animació per Figaro, Cleo, marionetes, rucs                                       | Animador per Honrat Joan i Gedeon | Director d'animació                                              | Animador per Pinotxo |
| Fantasia                               | Animador               | x | Animador de Centaures i Cupids al segment "Pastoral Symphony" | x | Supervisor d'animació pel segment "The Pastoral Symphony" | Supervisor d'animació pel segment "The Pastoral Symphony"                                    | Animador pel Segment "Dance of the Hours" (Hyacinth Hippo, hipopòtams, Ben Alligator, caimans)                                                       | Supervisor d'animació pel segment "The Rite of Spring"           | x |
| The Reluctant Dragon                   | x                      | x | x | x | Animador | x                                                                                            | x | Animador                                                         | x |
| Dumbo                                  | Animador               | x | x | x | Director d'animació per Crows | Animador                                                                                     | Director d'animació per Dumbo, Timothy Q. Mouse | Director d'animació                                              | x |
| Bambi                                  | Animador               | Animador i dissenyador per Bambi, Faline, conill femella, Flor i mofeta | Animador de la mort de la mare de Bambi, Tambor recitant la lliçó del seu pare                                                                                       | Animador supervisor per Bambi, Thumper, Deer | x | Animador supervisor per Tambor, mussol                                                       | Animador supervisor | Animador supervisor                                              | Animador del patinatge de Bambi i Tambor |
| Saludos Amigos                         | Animador               | x | x | Animador per la seqüència de cavalcar una llama | Animador | x                                                                                            | x | Animador                                                         | x |
| The Three Caballeros                   | Animador               | x | Animador per l'ànec Donald i el segment "The Flying Gauchito" | Animador | Animador | Animador pels segments "The Flying Gauchito", ànec Donald, Jose Carioca, Panchito i Aracuan  | Animador per l'ànec Donald, Jose Carioca, Panchito                                                                                                   | x                                                                | Animador pel segment "The Flying Gauchito" |
| Make Mine Music                        | Animador               | x | Animador pels segments "Peter and the Wolf" i "Casey at the Bat" | Animador per "The Martins and the Coys", "All the Cats Join In"                                                                                                 | Animador | Animador per "Casey at the Bat" "Peter i the Wolf"                                           | Animador per Wolf in "Peter and the Wolf" i "The Whale who Wanted to the sing at the Met"                                                            | x                                                                | x |
| Song of the South                      | Animador director      | Animador director, Animador i dissenyador per Brer Rabbit, Brer Fox i Brer Bear | Animador per Br'er Rabbit, Br'er Fox, Br'er Bear | Animador director per Br'er Rabbit, Br'er Fox, i Br'er Bear (seqüència The Tar Baby)                                                                            | x | Animador director                                                                            | Animador director | x                                                                | x |
| Fun and Fancy Free                     | Animador director      | Animador i dissenyador per Bongo, papallona i arbres que badallen | Animador per Jiminy Cricket | Lulubelle, Lumpjaw, ossos (no acreditat) | Animador director | Animador                                                                                     | Animador director per Jiminy Cricket, Mickey Mouse, Willie the Giant                                                                                 | Animador director                                                | x |
| Melody Time                            | Animador director      | x | Animador per Johnny Appleseed, l'àngel de la guarda de Johnny, el fantasma de Johnny, Little Toot                                                                    | Animador director pels segments Johnny Appleseed, l'àngel de la guarda de Johnny, Pecos Bill, Widowmaker i Slue Foot Sue                                        | Animador director per Pecos Bill i les seves seqüències | Animador director pels segments "Once Upon A Wintertime", "Johnny Appleseed" i "Little Toot" | Animador director per "Once Upon A Wintertime", "Blame it on the Samba" i "Pecos Bill"                                                               | x                                                                | x |
| So Dear to My Heart                    | Animador               | x | x | Animador | x | Animador                                                                                     | Animador | x                                                                | x |
| The Adventures of Ichabod and Mr. Toad | Animador               | Animador i dissenyador per Mr. Toad, Cyril Proudbottom, Rat, Mole, Angus MacBadger, Mr. Winkie i les mosteles                                                                                        | Animador director/Animador per J.Thaddeus Toad, Ratty, Moley, Angus Macbadger, el fiscal, el jutge, Ichabod Crane, Katrina Von Tassel, Baltus Von Tassel, Brom Bones | Animador director per Angus MacBadger, Rat, Mole i Brom Bones                                                                                                   | Animador director i animador de personatges dels dos curts | Animador                                                                                     | Animador director per les escenes introductòries a Ichabod Crane                                                                                     | Animador director                                                | Animador director/Animador per Mr. Toad, Cyril Proudbottom, Rat, Mole, Ichabod Crane i el seu cavall, Katrina Von Tassel, Brom Bones, dona grassa riallera |
| La Ventafocs                           | Animador director      | Animador i dissenyador per la Ventafocs, germanastres (trencant el vestit de la Ventafocs), el príncep, el rei (primer pla de mans i portallibres) i el gran duc (primer pla de mans i portallibres) | Animador director/Animador per germanastres, Lackey | Animador director per la fada madrina, príncep, el rei i el gran duc                                                                                            | Animador director per Jaq i Gus i Lucifer el gat | Animador director per la Ventafocs, Princep                                                  | Animador director per Jaq, Gus, Lucifer, Mice, Bruno, Major                                                                                          | Animador director                                                | Animador director/Animador per Lady Tremaine, gran duc |
| Alícia al país de les meravelles       | Animador director      | Animador i dissenyador per Alícia | Animador director/Animador per Alícia, Reina de Cors | Animador director per Alícia, el conill blanc (una escena), Dodo, Flamingo i Hedgehog                                                                           | Animador director/dissenyador i animador per Tweedledee i Tweedledum, the Walrus i el Fuster, Barreter boig i el gat de Cheshire i la seqüència de la festa del té | Animador director per Alícia, Dinah, Caterpillar, Reina de Cors                              | Animador director per Flowers, Caterpillar, gat de Cheshire, Barreter boig, criatures estranyes                                                      | Animador director                                                | Animador director/Animador per Reina de Cors, Doorknob, criatures estranyes, algunes escenes de la Reina de Cors, gat de Cheshire (escena del judici)      |
| Peter Pan                              | Animador director      | Animador i dissenyador per Tinker Bell i Mrs. Darling | Animador director/Animador per Mr. Smee, algunes escenes of Captain Hook                                                                                             | Animador director per Peter Pan, Wendy Darling, John Darling, Michael Darling, Mr. Darling, Mrs. Darling, Nana                                                  | Animador director | Animador director per Peter Pan, Wendy, Captain Hook                                         | Animador director per George Darling, Wendy, John, Michael, Mary, Nana, Lost Boys, Indians, Pirates, Captain Hook                                    | Animador director                                                | Animador director/Animador per Captain Hook i algunes escenes of Mr. Smee                                                                                  |
| La dama i el rodamón                   | Animador director      | x | Animador director/Animador per Lady, Jock i Trusty | Animador director per Lady, Tramp, Mr. Busy, Trusty | x | Animador director per Lady, Tramp, Beaver, Peg                                               | Animador director per Lady, Tramp, Tony, Joe, Bull, Toughy, Boris, Peg, Professor, Cop                                                               | Animador director                                                | Animador director/Animador per Lady, Tramp i Jock |
| La Bella Dorment                       | Director de seqüència  | Animador i dissenyador per Aurora, Maleficent, Diablo the Raven, Prince Phillip (unes poques escenes), Rei Stefan, i Reina Leah                                                                      | Animador director/Animador per Flora, Fauna i Merryweather | Animador director per Prince Phillip, King Hubert, King Stefan, Maitre D', animals, Samson                                                                      | x | Director de seqüència                                                                        | Animador director per Prince Philip, King Hubert, King Stefan, Animals, Goons                                                                        | Director de seqüència                                            | Animador director/Animador per Flora, Fauna i Merryweather                                                                                                 |
| 101 dàlmates                           | Animador de personatge | Animador i dissenyador per Cruella de Vil i Anita | Animador director/Animador per Pongo, Perdita, Nanny | Animador director per Roger i Anita, Pongo, Perdita, Labrador                                                                                                   | x | Animador director per Pongo, Perdita, Puppies, Colonel, Tibbs                                | Animador director per Pongo, Perdita, Puppies, Colonel, Tibbs, Jasper, Horace, Danny, Captain Horse                                                  | Director                                                         | Animador director/Animador per Pongo, Perdita, Puppies |
| The Sword in the Stone                 | Animador               | x | Animador director/Animador per Merlin, Wart, Archimedes, Sugar Bowl                                                                                                  | Character design/Animador director per Wart (a.k.a. King Arthur), Merlin, Sir Ector, Kay, Archimedes, Kitchen Woman, Madame Mim, Dogs                           | x | Animador per Wart, Merlin, Archimedes, Sir Ector, Madam Mim                                  | Animador director per Wart, Merlin, Archimedes, Sir Ector, Sir Kay, Sir Pelinore, Wolf, Pike, Madam Mim, Scullery Maid                               | Director                                                         | Animador director/Animador per Wart, Merlin, Squirrel Scene, Madam Mim                                                                                     |
| Mary Poppins                           | x                      | x | Animador pel Penguins | Animador pel Master of hounds, hounds, fox, stewards | Animador | Animador per animals del bosc, Racers                                                        | Animador per Farm Animals, Huntsman i Horse | x                                                                | Animador pel Penguins |
| El llibre de la selva                  | x                      | x | Animador director/Animador per Mowgli, Bagheera, Baloo, Shanti | Animador director per Mowgli, Baloo, Bagheera, Shere Khan, King Louie, micos, Kaa, the Vultures                                                                 | x | Animador per Mowgli, Bagheera, Vultures                                                      | Animador director per Colonel Hathi, Winifred, Junior, Elephants, Bugler elefant, Baloo, Mowgli, Bagheera, King Louie, Shere Khan, Vultures, Monkeys | Director                                                         | Animador director/Animador per Mowgli, Baloo, Bagheera, Kaa, Rei Louie, Flunkey Monkey                                                                     |
| Els Aristogats                         | x                      | x | Animador director/Animador per Duchess, Thomas O' Malley, Marie, Berlioz, Toulouse, Amelia i Abigail Gabble, Uncle Waldo                                             | Animador director per Thomas O'Malley, Duchess, Madame Bonfamille, Edgar i George                                                                               | x | Animador per Roquepert, Kittens, Scat Cat                                                    | Animador director per Edgar, George Hautecourt, Alley Cats, Roquepert                                                                                | Productor i director                                             | Animador director/Animador per Duchess, Thomas O' Malley, Edgar, Napoleon, Lafayette                                                                       |
| Bedknobs i Broomsticks                 | x                      | x | x | Animador per King Leonidas, Secretary Bird i the animals | Director d'animació | Animador                                                                                     | Animador | x                                                                | x |
| Robin Hood                             | Animador               | x | Animador director/Animador per Prince John, Sir Hiss, Robin Hood i Little John disguised as pertune tellers, Maid Marian, Lady Cluck                                 | Animador director per Robin Hood, The Sheriff of Nottingham, Little John, Allan-a-Dale (the rooster), Maid Marian, Lady Kluck, Friar Tuck, Skippy, King Richard | Character Animador | Character Animador per Robin Hood, Little John, Vultures                                     | Animador director per Robin Hood, Little John, Sheriff of Nottingham, Wolf Arrowmen, Otto                                                            | Productor i Director                                             | Animador director/Animador per Robin Hood disguised as stork, Sheriff of Nottingham, Maid Marian i Skippy                                                  |
| The Many Adventures of Winnie the Pooh | Animador               | x | Animador per Winnie the Pooh, Piglet, Rabbit | Animador per Tigger, Winnie the Pooh (escenes amb Tigger) i algunes escenes Roo                                                                                 | x | Animador per Kanga, Roo, Winnie The Pooh                                                     | Animador / Director | Productor i director                                             | Animador per Winnie the Pooh, Piglet, Owl i Christopher Robin                                                                                              |
| The Rescuers                           | x                      | x | Animador director/Animador per Bernard, Bianca, Penny, Rufus, Orville                                                                                                | Animador director per Madame Medusa, Mr. Snoops, Penny, Brutus i Nero, algunes escenes de Bernard i Bianca                                                      | x | Títols                                                                                       | Director | Productor i director                                             | Animador director/Animador per Bernard, Bianca, Chairmouse, Nero i Brutus                                                                                  |
| The Fox and the Hound                  | x                      | x | Animador per Tod, Copper, Vixey, Chief caminant | x | x | Consultor d'animació                                                                         | x | Va idear l’adaptació de la novel·la i va coproduir la pel·lícula | Animador supervisor per Tod i Copper |
| The Black Cauldron                     | x                      | x | x | x | x | Consultor d'animació                                                                         | x | x                                                                | x |
| Bàsil, el ratolí detectiu              | x                      | x | x | x | x | Consultor d'animació                                                                         | x | x                                                                | x |